# Sibylle Bock
Sibylle Bock  (* 4. Mai 1954 in Potsdam) ist eine ehemalige deutsche Politikerin (SPD) und war 2014 kurzzeitig Abgeordnete im Landtag Brandenburg.
Sibylle Bock flüchtete 1960 mit ihrer Familie nach Niedersachsen: Ihr Vater wollte politischer Verfolgung in der DDR entgehen. Bock studierte Volkswirtschaftslehre an der Universität Göttingen mit dem Abschluss Diplom, dann wurde sie an der Universität Hannover mit einer Arbeit über Instrumente des Finanzausgleichs im Dienste der regionalen Einkommensangleichung in der EG  zum Dr. rer. pol. promoviert. Ergänzend absolvierte sie auch ein Jurastudium, das sie mit dem zweiten Staatsexamen in München abschloss. Sie ist seit 1995 als Rechtsanwältin in Strausberg und Müncheberg tätig.
Der Stadtverordnetenversammlung von Strausberg gehört sie seit 1998 an, zurzeit als stellvertretende Fraktionsvorsitzende. Sie rückte im Juli 2014 für Susanne Melior in den Landtag nach. Im 2014 gewählten Landtag war sie nicht mehr vertreten.